# Радиосвязь на КВ
Радиосвязь на КВ (телефон, телеграф, смесь) — дисциплина радиоспорта. Соревнование по радиосвязи часто называется "конте́ст" (англ. contest). Номера-коды спортивной дисциплины во Всероссийском реестре видов спорта и виды программы:
- "Радиосвязь на КВ — телефон": 1450061811Я, включает единственный вид программы — проведение двухсторонних радиосвязей голосовым видом работы (телефонией) в коротковолновом диапазоне;
- "Радиосвязь на КВ — телеграф": 1450071811Я, включает единственный вид программы — проведение двухсторонних радиосвязей с использованием кода Морзе (телеграфией) в коротковолновом диапазоне;
- "Радиосвязь на КВ — смесь": 1450121811Я, включает единственный вид программы — проведение двухсторонних радиосвязей телефонией и телеграфией в коротковолновом диапазоне.

## О дисциплине
Соревнования среди операторов и команд операторов любительских радиостанций по проведению радиосвязей в диапазоне коротких волн (КВ) проводятся на диапазонах, выделенных любительской и любительской спутниковой службам радиосвязи, значения радиочастот которых не превышают 30 МГц (диапазоны 1,8; 3,5; 7,0; 14; 21 и 28 МГц).
К соревнованиям по радиосвязи на КВ допускаются спортсмены, имеющие разрешение на работу на радиостанциях индивидуального или коллективного пользования, а также радиолюбители-наблюдатели.
Перечень групп соревнующихся и ограничения, налагаемые на участников в конкретной группе, определяются Положением о соревнованиях. Основными группами (видами зачета) являются группы "Один оператор" (индивидуальный зачет) и "Много операторов" (командный зачет).
- Группа Один оператор (SO). Единственное лицо, сам спортсмен, выполняет все без исключения операции по управлению техническими средствами, по передаче и приему сообщений, по проведению и учёту радиосвязей.
- Группа Много операторов (MO). Все без исключений операции по управлению техническими средствами, по передаче и приему сообщений, по проведению и учёту радиосвязей выполняют лица, входящие в состав команды, сами спортсмены. Состав команды определяется положением о соревнованиях.

Положением о соревнованиях участники в указанных группах могут дополнительно подразделяться на подгруппы: по виду работы (телефон, телеграф, цифровые виды связи, смешанный зачет и др.); по диапазонам (все диапазоны, один из диапазонов и др.): по мощности радиопередатчика (не более 100 Вт, более 100 Вт и др.); по условиям размещения (стационарные радиостанции, радиостанции из полевых условий и др.); по количеству спортсменов в команде (три спортсмена, два спортсмена и др.); по возрасту спортсменов; по другим признакам.
Во время соревнований участник в течение установленного Положением о соревнованиях зачетного времени (от одного часа до 48 часов) с использованием разрешённых технических средств (приемо-передающая аппаратура, антенны, вспомогательное оборудование) устанавливает двухсторонние радиосвязи с другими участниками (корреспондентами). При этом участник фиксирует (заносит в журнал учёта радиосвязей):
- дату и время проведения каждой радиосвязи;
- диапазон или частоту, на которой участником велась работа на передачу;
- вид работы;
- принятые позывной сигнал опознавания и контрольный номер корреспондента.

Участник передаёт корреспонденту свой позывной и свой контрольный номер. По окончании зачетного времени на основе данных из журнала учёта радиосвязей участники соревнований в установленный срок составляют и высылают в адрес судейской коллегии отчёт о проведённых радиосвязях.
Судейская коллегия выполняет проверку данных о радиосвязях, указанных в отчётах корреспондентов. За подтвердившиеся радиосвязи начисляются очки по правилам, определённым Положением о соревнованиях (например, в зависимости от дальности между корреспондентами). Таким образом, результат, показанный участником в соревнованиях, зависит от количества радиосвязей, качественного состава корреспондентов и достоверности обмена информацией во время каждой радиосвязи. Победителями становятся участники, набравшие наибольший результат.
Для успешного участия в соревнованиях по радиосвязи на КВ участник должен стремиться:
- обладать знаниями и навыками инженера во многих областях техники: разработка, изготовление, монтаж радиолюбительского приемо-передающего и компьютерного оборудования, антенно-фидерных устройств, антенно-мачтовых сооружений
- обладать навыками оператора связной радиостанции: в совершенстве уметь управлять техническими средствами любительской радиостанции, владеть техникой проведения радиосвязи в условиях помех, приемом и передачей сообщений с использованием кода Морзе
- обладать знаниями и опытом оценки ионосферного распространения радиоволн для рационального выбора рабочего диапазона
- уметь сохранять работоспособность непрерывно в течение длительного времени
- обладать организаторскими способностями, располагать возможностью построить, содержать и совершенствовать собственную любительскую радиостанцию

## Видеофильмы
- WRTC-2014 promo Видеоролик о предстоящем командном чемпионате мира по радиосвязи на КВ, который пройдет в 2014 году в США.
- «ОЗЧР-2009. Разминка перед WRTC-2010» Фильм об Очно-заочном чемпионате РФ по радиосвязи на КВ 2009, состоявшемся в Домодедовском районе Московской области. Июль 2009 г.
- «RW2F» Экскурсия по контест-позиции команды RW2F, Калининградская область. 2001 г.
- «RW0A» Репортаж из шека RW0A для местного телевидения ко Дню Радио, Красноярский край. 2013 г.